# Чебыкин, Николай Владимирович
Николай Владимирович Чебыкин (род. 1 августа 1997, Чита) — российский хоккеист, нападающий.

## Клубная карьера
Начал заниматься хоккеем в шесть лет в родной Чите. Через три года перебрался в Москву в СДЮШОР «Динамо», где провёл четыре года. В 2010 перебрался в команду «Белые Медведи», где занимался под руководством Геннадия Курдина, в 2012 году вернулся в «Динамо». В 2014 году выпустился из школы московского клуба и начал выступать в Молодёжной хоккейной лиге в составе ХК МВД. Дебютировал в МХЛ 3 сентября 2014 года в матче против «Риги» (4:3). В своём дебютном сезоне за МВД провёл 38 матчей и набрал 6 (2+4) очков.
Летом 2016 года был приглашён на предсезонный сбор в состав основной команды «Динамо». Сезон 2016/17 начал в составе фарм-клуба балашихинского «Динамо» в Высшей хоккейной лиге. 13 ноября 2016 года дебютировал в Континентальной хоккейной лиге в матче против ЦСКА (4:5), выйдя пробивать буллит в послематчевой серии буллитов. Свою первую шайбу в КХЛ забросил 15 ноября 2016 года в матче против «Витязя» (4:3). В сезоне 2016/17 в КХЛ провёл 9 матчей, набрав 1 (1+0) очко, в ВХЛ провёл 39 матчей и набрал 17 (8+9) очков, также выступал в МХЛ, проведя 17 матчей и набрав 27 (17+10) очков. 18 апреля 2017 года стал обладателем Кубка Братины в составе балашихинского «Динамо». 4 июля 2017 года, решением КХЛ и совместной дисциплинарной палатой ФХР, контракт с «Динамо» был расторгнут.
В июле 2017 года перешёл в систему петербургского СКА, подписав контракт на два года. Выступал за «СКА-1946» в МХЛ, проведя 2 игры и набрав 3 (1+2) очка, также выступал за «СКА-Неву» в ВХЛ и провёл 3 матча, набрав 2 (0+2) очка. 23 октября 2017 года присоединился к петербургскому «Динамо», подписав контракт на один год. В сезоне 2017/18 провёл 52 матча и набрал 30 (14+16) очков. В составе петербургского клуба стал обладателем Кубка Петрова.
3 мая 2018 года в результате обмена перешёл в систему «Салавата Юлаева», подписав двусторонний двухлетний контракт. Выступал в составе фарм-клуба «Торос» в ВХЛ, проведя в сезоне 2018/19 53 матча и набрав 22 (7+15) очка. В КХЛ провёл лишь три матча, не набрав очков. 27 декабря 2019 года в результате обмена пополнил состав «Трактора». В составе челябинского клуба провёл 2 матча в КХЛ, также выступал в ВХЛ за «Челмет», проведя 17 матчей и набрав 4 (0+4) очка.
16 ноября 2020 года в результате обмена на денежную компенсацию, Чебыкин вернулся в московское «Динамо». Сезон 2020/21 провёл в составе фарм-клуба «Динамо» (Московская область), проведя 29 матчей и набрав 13 (4+9) очков. Сезон 2021/22 начал в составе основной команды, провёл 16 матчей, набрав 7 (6+1) очков. 12 сентября 2021 года оформил свой первый хет-трик в КХЛ в матче против «Амура». 27 октября 2021 года в результате обмена перешёл в московский «Спартак». В сезоне 2021/22 за клуб провёл восемь матчей и набрал четыре (2+2) очка, также набрал четыре (1+3) очка в девяти играх за фарм-клуб — воскресенский «Химик» в ВХЛ. 10 июня 2022 года заключил новый двусторонний контракт со «Спартаком» на два года.
29 августа 2022 года в результате обмена на Егора Чезганова пополнил состав «Адмирала». Чебыкин в составе приморской команды провёл 108 матчей, набрал 36 (18+18) очков. 4 декабря 2023 года был обменян на Кирилла Петькова и Дмитрия Завгороднего в «Сочи». 22 декабря 2024 года расторг контракт с клубом. Всего в составе «Сочи» Чебыкин провёл 54 встречи и набрал 26 (7+19) очков. В этот же день перешёл в «Северсталь».

## Карьера в сборной
В декабре 2014 года выступал на Мировом кубке вызова в составе юниорской сборной России 1997 года рождения, на этом турнире провёл 5 матчей, набрал 3 (2+1) очка и завоевал вместе со сборной бронзовые медали. В апреле 2015 года выступал на Чемпионате мира среди юниоров, провёл 5 матчей.

## Достижения
- Обладатель Кубка Петрова (2): 2017, 2018

## Статистика

### Клубная
| 2014/15     | ХК МВД                      | МХЛ         | 32  | 2  | 4  | 6  | 55 | 6  | 0 | 0 | 0  | 2  |
| 2015/16     | ХК МВД                      | МХЛ         | 39  | 13 | 22 | 35 | 59 | —  | — | — | —  | —  |
| 2016/17     | ХК МВД                      | МХЛ         | 17  | 17 | 10 | 27 | 42 | —  | — | — | —  | —  |
| 2016/17     | Динамо (Москва)             | КХЛ         | 8   | 1  | 0  | 1  | 0  | 1  | 0 | 0 | 0  | 0  |
| 2016/17     | Динамо (Балашиха)           | ВХЛ         | 24  | 5  | 3  | 8  | 22 | 15 | 3 | 6 | 9  | 41 |
| 2017/18     | СКА-1946                    | МХЛ         | 2   | 1  | 2  | 3  | 4  | —  | — | — | —  | —  |
| 2017/18     | СКА-Нева                    | ВХЛ         | 3   | 0  | 2  | 2  | 4  | —  | — | — | —  | —  |
| 2017/18     | Динамо (Санкт-Петербург)    | ВХЛ         | 32  | 9  | 9  | 18 | 22 | 20 | 5 | 7 | 12 | 26 |
| 2018/19     | Салават Юлаев               | КХЛ         | 3   | 0  | 0  | 0  | 2  | —  | — | — | —  | —  |
| 2018/19     | Торос                       | ВХЛ         | 38  | 8  | 6  | 14 | 55 | 15 | 2 | 3 | 5  | 10 |
| 2019/20     | Торос                       | ВХЛ         | 31  | 5  | 12 | 17 | 55 | —  | — | — | —  | —  |
| 2019/20     | Трактор                     | КХЛ         | 2   | 0  | 0  | 0  | 0  | —  | — | — | —  | —  |
| 2019/20     | Челмет                      | ВХЛ         | 13  | 0  | 1  | 1  | 10 | —  | — | — | —  | —  |
| 2020/21     | Челмет                      | ВХЛ         | 4   | 0  | 3  | 3  | 4  | —  | — | — | —  | —  |
| 2020/21     | Динамо (Московская область) | ВХЛ         | 24  | 4  | 8  | 12 | 49 | 5  | 0 | 1 | 1  | 2  |
| 2021/22     | Динамо (Москва)             | КХЛ         | 16  | 6  | 1  | 7  | 8  | —  | — | — | —  | —  |
| 2021/22     | Спартак (Москва)            | КХЛ         | 18  | 2  | 2  | 4  | 4  | —  | — | — | —  | —  |
| 2021/22     | Химик (Воскресенск)         | ВХЛ         | 7   | 1  | 3  | 4  | 4  | 2  | 0 | 0 | 0  | 4  |
| 2022/23     | Адмирал                     | КХЛ         | 63  | 14 | 12 | 26 | 37 | 12 | 2 | 2 | 4  | 6  |
| 2023/24     | Адмирал                     | КХЛ         | 33  | 2  | 4  | 6  | 12 | —  | — | — | —  | —  |
| 2023/24     | Сочи                        | КХЛ         | 29  | 6  | 12 | 18 | 12 | —  | — | — | —  | —  |
| 2024/25     | Сочи                        | КХЛ         | 25  | 1  | 7  | 8  | 16 | —  | — | — | —  | —  |
| 2024/25     | Северсталь                  | КХЛ         | 30  | 10 | 10 | 20 | 8  | 5  | 2 | 0 | 2  | 7  |
| Всего в КХЛ | Всего в КХЛ                 | Всего в КХЛ | 227 | 42 | 48 | 90 | 99 | 18 | 4 | 2 | 6  | 13 |

### Международная
| Год              | Команда          | Турнир           | Место            |   | И | Г | П | О | Штр |
| ---------------- | ---------------- | ---------------- | ---------------- | - | - | - | - | - | --- |
| 2015             | Россия           | WJC18            | 5-е              | 5 | 0 | 0 | 0 | 6 |     |
| Всего за юниоров | Всего за юниоров | Всего за юниоров | Всего за юниоров | 5 | 0 | 0 | 0 | 6 |     |